# Louis Henri François de Luzy-Pelissac
Pour les articles homonymes, voir Luzy (homonymie) et famille de Luzy de Pélissac.
Louis Henri François de Luzy-Pelissac est un général et homme politique français né le 13 août 1797 à Miribel (Drôme) et mort le 24 mai 1869 à Miribel (Drôme)

## Biographie
Entré dans l'armée sous la Restauration, il est colonel en 1844 et général de brigade en 1848. Servant en Algérie, il est général de division en 1854. Il est fait grand officier de la Légion d'honneur le lendemain de la bataille de Solférino. Fait marquis en 1860 par décret[réf. nécessaire]. Conseiller général du canton de Romans-sur-Isère, il est député de la Drôme de 1863 à 1869, siégeant dans la majorité soutenant le Second Empire. Nommé sénateur le 6 mai, il meurt quelques semaines plus tard.
Une rue lui est dédiée à Lyon : Impasse Général de Luzy.

## Sources
- « Louis Henri François de Luzy-Pelissac », dans Adolphe Robert et Gaston Cougny, Dictionnaire des parlementaires français, Edgar Bourloton, 1889-1891 [détail de l’édition]